# Brasil en los Juegos Suramericanos
Brasil ha sido una de las naciones que ha participado en los Juegos Suramericanos de manera ininterrumpida desde la primera edición que se realizó en Bolivia en 1978. Brasil ha presentado importantes progresos en sus puestos del medallero y se ha convertido en las últimas ediciones en uno de los países favoritos.
El país está representado en los Juegos Suramericanos por el Comité Olímpico Brasileño y fue sede de la séptima edición del evento deportivo en 2002.

## Delegación
Para los IX Juegos Suramericanos Medellín 2010, Brasil contó con un total de 573 deportistas acreditados. Solo ha sido superado por Colombia en los juegos. De esta manera Brasil superó los 450 deportistas que representaron al país en Buenos Aires 2006.

## Medallero histórico
Fuente: Organización Deportiva Suramericana
Leyenda
     Ganador
     Segundo puesto
     Tercer puesto
     Cuarto o quinto puesto (Top 5)
     Último puesto
| Año   | País                 | Sede              | Posición | Oro | Plata | Bronce | Total |
| ----- | -------------------- | ----------------- | -------- | --- | ----- | ------ | ----- |
| 1978  | Bandera de Bolivia   | La Paz            | 8/8      | 1   | 0     | 0      | 1     |
| 1982  | Bandera de Argentina | Rosario           | 4/10     | 29  | 34    | 12     | 75    |
| 1986  | Bandera de Chile     | Santiago de Chile | 5/10     | 14  | 10    | 12     | 36    |
| 1990  | Bandera de Perú      | Lima              | 4/10     | 37  | 21    | 19     | 77    |
| 1994  |                      | Valencia          | 4/14     | 31  | 31    | 35     | 97    |
| 1998  | Bandera de Ecuador   | Cuenca            | 3/14     | 50  | 59    | 44     | 153   |
| 2002  | Bandera de Brasil    | Brasil            | 1/14     | 148 | 95    | 90     | 333   |
| 2006  | Bandera de Argentina | Buenos Aires      | 2/15     | 97  | 106   | 101    | 304   |
| 2010  | Bandera de Colombia  | Medellín          | 2/15     | 129 | 119   | 101    | 355   |
| 2014  | Bandera de Chile     | Santiago de Chile | 1/14     | 110 | 69    | 79     | 258   |
| 2018  | Bandera de Bolivia   | Cochabamba        | 2/14     | 94  | 58    | 56     | 204   |
| 2022  | Bandera de Paraguay  | Asunción          |          |     |       |        |       |
| Total | Total                |                   | 2/15     | 646 | 544   | 493    | 1683  |

## Resultados
Brasil ocupó su mejor posición en la séptima edición de los juegos, cuando Brasil fue sede, cuando obtuvo el primer lugar. En los juegos de Brasil 2002 obtuvo el mayor número de medallas en la historia de los juegos con un total de 333. En el mismo año, obtuvo el mayor número de medallas de oro ganadas en unos juegos con un total de 148 unidades doradas.
Su peor actuación fue en los juegos de La Paz 1978 cuando quedó en último lugar, obteniendo únicamente una medalla de oro, pues solamente envió la delegación de baloncesto.

### IXJuegos Suramericanos de 2010
Los deportistas por país más destacados que conquistaron más de una medalla en las competiciones deportivas realizadas en Medellín, Colombia de la novena edición de los juegos fueron:
| Clasificación del País | Clasificación del Total | Deportista           | País   | Disciplina    |   |   |   | Total |
| 1                      | 3                       | Julio Almeida        | Brasil | Tiro olímpico | 6 | 0 | 0 | 6     |
| 1                      | 3                       | Angelica Kvieczynski | Brasil | Gimnasia      | 6 | 0 | 0 | 6     |
| 3                      | 9                       | Joanna Maranhao      | Brasil | Natación      | 5 | 0 | 1 | 6     |
| 3                      | 9                       | Daynara Paula        | Brasil | Natación      | 5 | 0 | 1 | 6     |
| 5                      | 14                      | Naiane Pereira       | Brasil | Canotaje      | 4 | 1 | 3 | 8     |
| 6                      | 15                      | Juliana Domingos     | Brasil | Canotaje      | 4 | 1 | 1 | 6     |
| 6                      | 15                      | Bernardo Oliveira    | Brasil | Tiro con arco | 4 | 1 | 1 | 6     |
| 8                      | 22                      | Thiago Pereira       | Brasil | Natación      | 3 | 3 | 0 | 6     |
| 9                      | 26                      | Tatiana Barbosa      | Brasil | Natación      | 3 | 2 | 0 | 5     |
| 9                      | 26                      | Edson Silva          | Brasil | Canotaje      | 3 | 2 | 0 | 5     |